# Чугуд
Чугуд (рум. Ciugud) — село у повіті Алба в Румунії. Адміністративний центр комуни Чугуд.
Село розташоване на відстані 264 км на північний захід від Бухареста, 4 км на південний схід від Алба-Юлії, 81 км на південь від Клуж-Напоки.

## Населення
За даними перепису населення 2002 року у селі проживали 469 осіб, з них 462 особи (98,5%) румунів. Рідною мовою 467 осіб (99,6%) назвали румунську.